# Nikolaj Nikolaevič Gubenko
Nikolaj Nikolaevič Gubenko (in russo Никола́й Никола́евич Губе́нко?; Odessa, 17 agosto 1941 – Mosca, 16 agosto 2020) è stato un attore, regista cinematografico, regista teatrale e politico sovietico.
Era parente del musicista Julius Gubenko, il cui nome d'arte è Terry Gibbs.

## Filmografia parziale

### Regista
- Prišёl soldat s fronta (1971)
- Esli chočeš' byt' sčastlivym (1974)
- Podranki (1976)
- Iz žizni otdychajuščich (1980)
- I žizn', i slёzy, i ljubov' (1983)